# Rheine links der Ems
Rheine links der Ems war bis 1974 eine Gemeinde im damaligen Kreis Steinfurt in Nordrhein-Westfalen. Die Gemeinde umfasste das links der Ems gelegene Umland der Stadt Rheine. Ihr Gebiet gehört heute zur Stadt Rheine im Kreis Steinfurt.

## Geografie

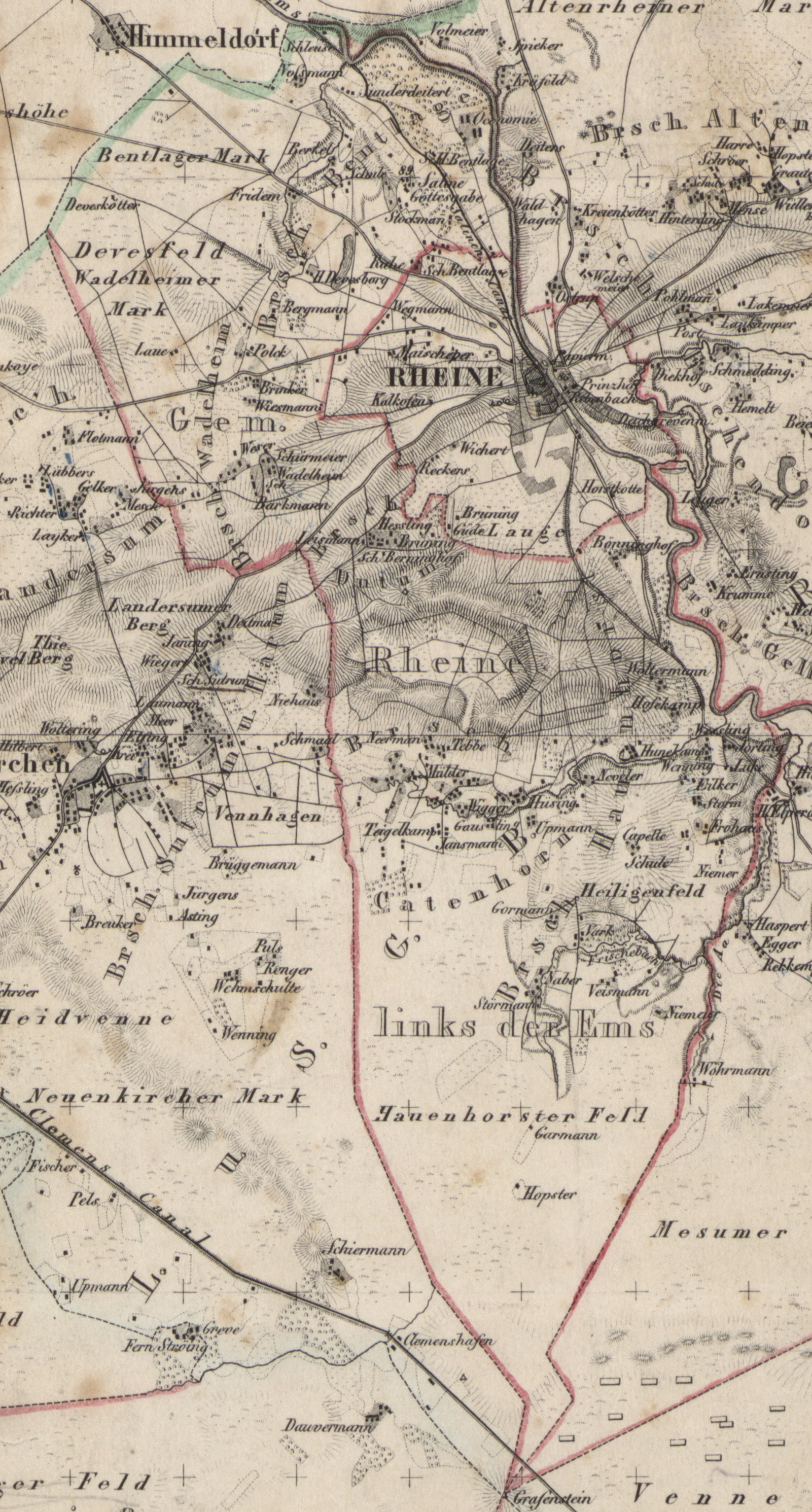
Die Gemeinde Rheine links der Ems mit den zugehörigen Bauerschaften im 19. Jahrhundert

Die Gemeinde Rheine links der Ems besaß zuletzt eine Fläche von 39 km². Sie bestand aus den Bauerschaften Bentlage, Catenhorn,   Dutum, Hauenhorst und Wadelheim. Im 20. Jahrhundert dehnte sich außerdem die Bebauung der Stadt Rheine in das Gemeindegebiet aus.

## Geschichte
Das Gebiet der Gemeinde gehörte nach der Napoleonischen Zeit zunächst zur Bürgermeisterei Rheine im 1816 gegründeten Kreis Steinfurt. Mit der Einführung der Westfälischen Landgemeindeordnung wurde 1844 aus der Bürgermeisterei Rheine das Amt Rheine, zu dem die Stadt Rheine (nur bis 1851) sowie die Landgemeinden Rheine links der Ems, Rheine rechts der Ems, Elte und Mesum gehörten. Am 1. April 1927 wurden die stadtnahen Teile der Bauerschaften Bentlage, Wadelheim und Dutum in die Stadt Rheine eingemeindet. Durch das Münster/Hamm-Gesetz wurde die Gemeinde Rheine rechts der Ems zum 1. Januar 1975 in die Stadt Rheine eingemeindet.

## Einwohnerentwicklung
| Jahr | Einwohner | Quelle |
| ---- | --------- | ------ |
| 1858 | 1439      | [ 3 ]  |
| 1885 | 1706      | [ 4 ]  |
| 1910 | 7321      | [ 5 ]  |
| 1939 | 2474      | [ 6 ]  |
| 1950 | 4559      | [ 1 ]  |
| 1974 | 7553      | [ 1 ]  |